# Georges-François-Xavier-Marie Grente
Georges-François-Xavier-Marie Grente (ur. 5 maja 1872 w Percy, zm. 4 maja 1959 w Le Mans) – francuski duchowny katolicki, kardynał, biskup Le Mans. 

## Życiorys
Święcenia kapłańskie przyjął 29 czerwca 1895 roku. 30 stycznia 1918 roku mianowany biskupem Le Mans. Konsekrowany 17 kwietnia 1918 roku w Cherbourgu przez kard. Louis-Ernest Dubois arcybiskupa Rouen. 18 stycznia 1933 roku mianowany asystentem tronu papieskiego. 16 marca 1943 roku podniesiony do godności arcybiskupa ad personam. Na konsystorzu 12 stycznia 1953 roku papież Pius XII wyniósł go do godności kardynalskiej z tytułem prezbitera San Bernardo alle Terme. Uczestnik konklawe z roku 1958, które wybrało Jana XXIII. Zmarł w Le Mans. 